# Перис (Кентуккі)
Перис (англ. Paris) — місто (англ. city) в США, в окрузі Бурбон штату Кентуккі. Населення — 10 171 особа (2020).

## Географія
Перис розташований за координатами 38°12′42″ пн. ш. 84°16′7″ зх. д. / 38.21167° пн. ш. 84.26861° зх. д. (38.211583, -84.268657).  За даними Бюро перепису населення США в 2010 році місто мало площу 15,47 км², з яких 15,39 км² — суходіл та 0,08 км² — водойми. В 2017 році площа становила 20,51 км², з яких 20,37 км² — суходіл та 0,13 км² — водойми.

## Демографія
Згідно з переписом 2010 року, у місті мешкали 8553 особи в 3571 домогосподарстві у складі 2205 родин. Густота населення становила 553 особи/км².  Було 4006 помешкань (259/км²).
Расовий склад населення:
| - 81,1 % — білих - 11,5 % — чорних або афроамериканців - 0,4 % — азіатів - 0,2 % — корінних американців - 4,1 % — осіб інших рас |

До двох чи більше рас належало 2,6 %. Частка іспаномовних становила 6,7 % від усіх жителів.
За віковим діапазоном населення розподілялося таким чином: 24,5 % — особи молодші 18 років, 59,9 % — особи у віці 18—64 років, 15,6 % — особи у віці 65 років та старші. Медіана віку мешканця становила 38,5 року. На 100 осіб жіночої статі у місті припадало 88,1 чоловіків;  на 100 жінок у віці від 18 років та старших — 82,8 чоловіків також старших 18 років.
Середній дохід на одне домашнє господарство  становив 48 368 доларів США (медіана — 37 109), а середній дохід на одну сім'ю — 59 731 долар (медіана — 50 156). Медіана доходів становила 41 462 долари для чоловіків та 29 861 долар для жінок. За межею бідності перебувало 22,8 % осіб, у тому числі 31,5 % дітей у віці до 18 років та 14,3 % осіб у віці 65 років та старших.
Цивільне працевлаштоване населення становило 4209 осіб. Основні галузі зайнятості: освіта, охорона здоров'я та соціальна допомога — 21,0 %, виробництво — 19,0 %, роздрібна торгівля — 14,1 %, мистецтво, розваги та відпочинок — 11,8 %.